# Papillotement (électricité)
Pour les articles homonymes, voir Papillotement (homonymie).
En électronique, le papillotement ou scintillement (flicker en anglais) est une fluctuation de tension électrique causée par des perturbations électromagnétiques ou par des variations de puissance sur le réseau porteur de cette tension.
En électrotechnique comme en éclairage, en colorimétrie, ou en télévision le papillotement est une impression d'instabilité de la luminosité ou de la couleur, due à une variation rapide du stimulus lumineux, en-dessous d'une fréquence critique qui varie principalement selon la luminosité.
Des variations de la tension du réseau d'alimentation en courant secteur alternatif local peuvent provoquer un effet de papillonnement sur certaines sources lumineuses alimentée par la même source électrique. Ces variations sont principalement engendrées par les fluctuations de puissance réactive sur le réseau, causées elles-mêmes notamment par la connexion et déconnexion subite d'appareils gourmands en énergie.
La télévision sur tube cathodique a employé l'entrelacement pour éviter le papillotement (vidéo) de trame sans avoir à augmenter la fréquence de renouvellement complet de l'image.
L'optique physiologique a fourni beaucoup d'études sur le papillotement. Les égalisations de couleurs qui servent pour établir les fonctions colorimétriques se sont révélées plus précises et plus stables quand les échantillons à comparer sont présentés alternativement à une fréquence provoquant un papillotement, qui se réduit au minimum quand leurs couleurs sont identiques.

## Sources de papillotement
Voici une liste d'appareils pouvant engendrer un papillotement sur le réseau électrique :
- four à arc;
- soudeuse;
- moteur électrique;
- éoliennes.

## Appareils sensibles à l'effet du papillotement
Toute source lumineuse connectée sur le réseau électrique peut être sensible au papillotement, jusqu'à un certain degré. Le papillotement de la lumière dépend du réseau et des sources de papillotement qui peuvent s'y retrouver, à proximité. Voici une liste d'appareils sensibles à l'effet du papillotement :
- téléviseur;
- tube fluorescent;
- écran d'ordinateur;
- lampe à incandescence;
- lampe halogène;
- lampe à diode électroluminescente (DEL);
- lampe fluorescente compacte (LFC).

## Effets nocifs
La papillotement de la lumière, lorsqu'observé par l'œil humain, peut provoquer de la fatigue ou de l'irritabilité et peut augmenter le risque de crise chez les gens souffrant d'épilepsie. Le papillotement de la lumière peut également causer des maux de tête.